# 越橘
越橘，又名红豆（黑龙江）、牙疙瘩（大兴安岭），是杜鵑花科的落葉灌木植物，有“北國紅豆”讚譽；性耐寒，味熟时略酸甜，未熟略苦，生長在海拔900－2000米針葉林與闊葉樹交混區，紅果實可當果醬、鮮食，葉可製成茶葉泡茶，葉含烏蘇酸、鞣質成分。中医学认为它“利尿消炎”。喜酸性潮濕土壤。含有豐富的維他命A、維他命C、B族維他命等營養量，野生欧洲越橘大量分布在斯堪的纳维亚半岛（挪威和瑞典）。

## 特征

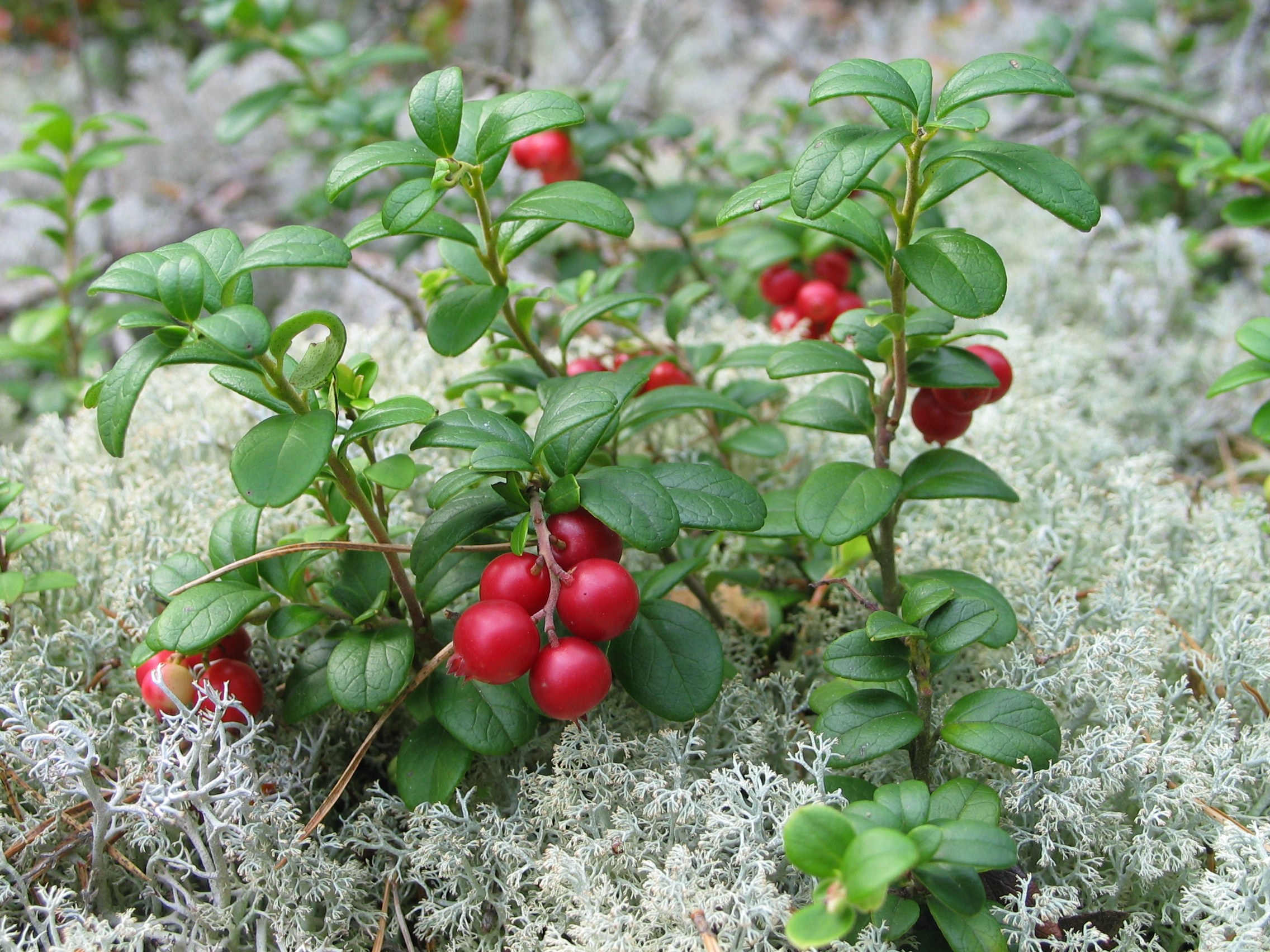
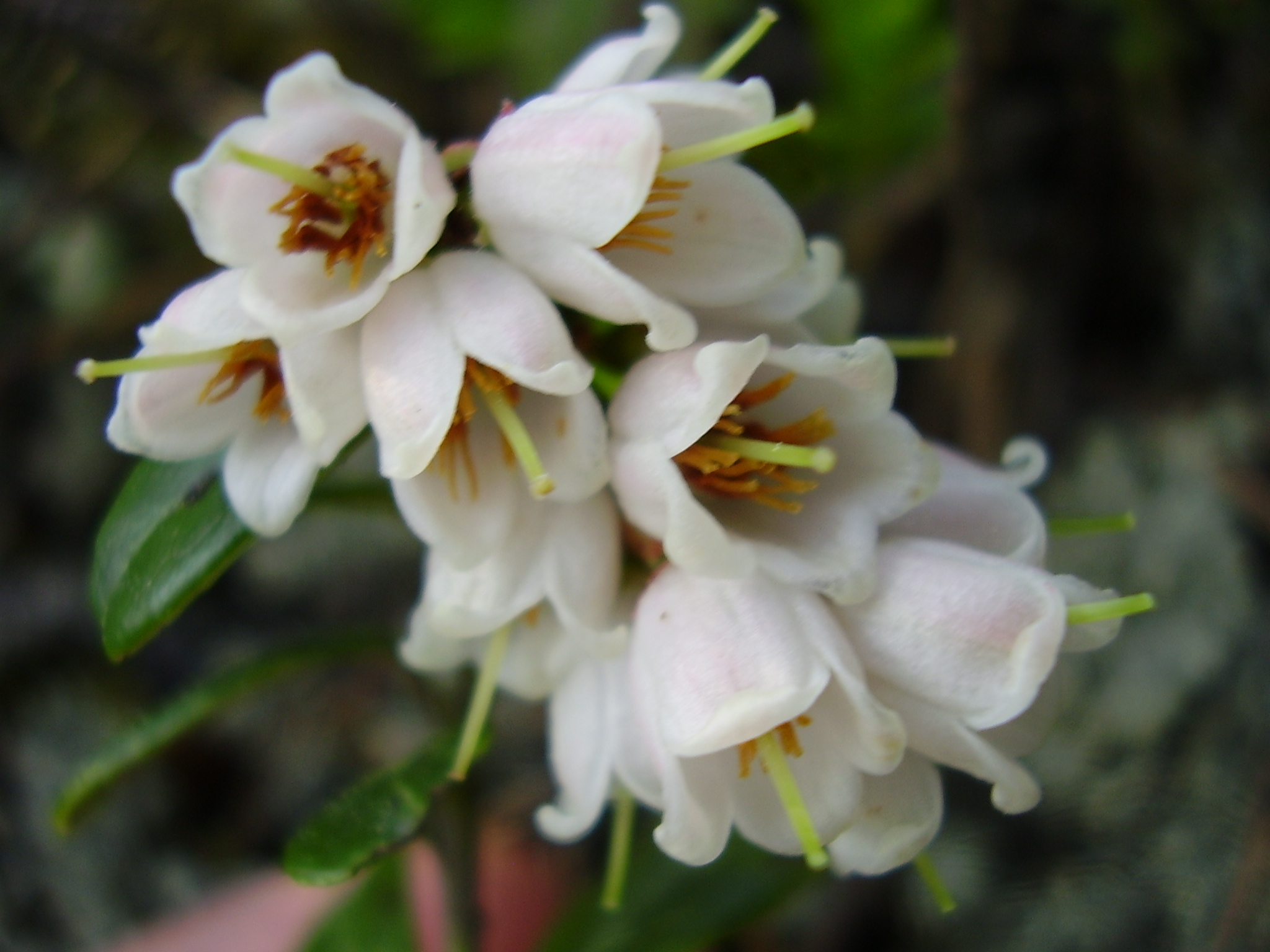
越橘的花
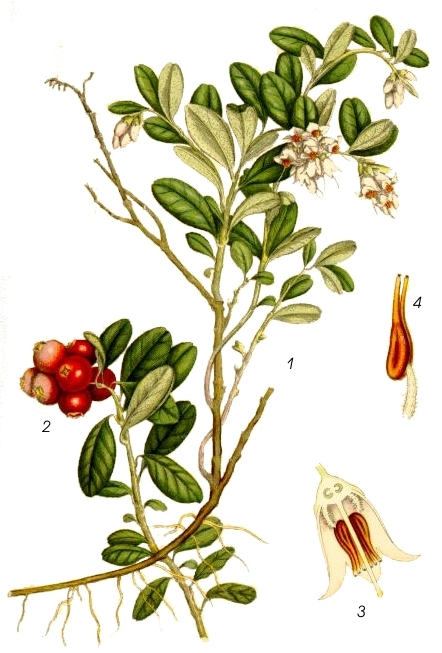
19世纪绘图